# Shlomo Amar
Shlomo Moche Amar, né à Casablanca (Maroc) en 1948, est le grand-rabbin de Jérusalem.
Il  était le grand-rabbin séfarade de l'État d'Israël, du 14 avril 2003 jusqu'en 2013. Il fut également le grand-rabbin de Tel Aviv en 2002-2003.
Il est également appelé Rishon LeZion, du nom donné aux grands rabbins séfarades en Israël.

## Biographie
Il étudie à la yechiva de l'école Otzar Hatorah de Casablanca. En 1962, sa famille s'installe en Israël. Il poursuit ses études religieuses à la Yeshivat Tiféret Sion (he) de Bnei Brak. Il est nommé rabbin en 1969.